# Catacombes de Commodilla
Les catacombes de Commodilla sont des catacombes de Rome, situées via delle Sette Chiese, le long de la via Ostiensis, dans le quartier d'Ostiense. Datées du IVe siècle, elles sont représentatives de l'art paléochrétien.
Le site est administré par la Commission pontificale pour l'archéologie sacrée.

## Toponymie et topographie
Comme pour la plupart des catacombes de Rome, le nom provient probablement du donateur, ici de la donatrice, du terrain sur lequel se situe l'hypogée. Par le passé, celui-ci était également connu sous le nom des deux principaux martyrs qui y ont été inhumés, Félix et Adauctus (en), morts en 303 pendant la persécution de Dioclétien.
Situé le long de la via Ostiensis reliant Rome au port d'Ostie, le cimetière souterrain est réparti sur trois niveaux. Le plus ancien est le niveau médian, creusé dans une ancienne carrière de pouzzolane, qui a été réutilisée à des fins funéraires : c'est à cette profondeur que se trouvent les sépultures des martyrs chrétiens, dans une petite basilique, et c'est à partir de ce niveau que s'est développé le complexe funéraire.
À hauteur du sol, il n'existe ni monuments ni vestiges liés aux catacombes.

## Histoire
L'analyse de l'architecture et des œuvres découvertes sur place permet de dater l'hypogée de la seconde moitié du IVe siècle, tandis que d'autres caractéristiques le font remonter au début du même siècle, notamment la mort de Félix et Adauctus (en) pendant les dernières années du règne de l'empereur Dioclétien. Ces catacombes ont servi de lieu d'inhumation au plus tard à la fin du IVe siècle. Au cours des deux siècles suivants, elles ne sont plus utilisées qu'à des fins de dévotion.
Des travaux de restauration de la basilique ont été effectués par plusieurs papes jusqu'au IXe siècle, signe que les catacombes de Commodilla restaient un lieu de culte et de pèlerinage à cette époque. Des pièces de monnaie à l'effigie du pape Grégoire IV (827-844) y ont été découvertes, puis le pape Léon IV (847-855) a fait don des reliques des martyrs à l'épouse de l'empereur Lothaire Ier, parmi lesquelles celles de Félix et d'Adauctus. Par la suite, cet endroit, laissé à l'abandon, est tombé dans l'oubli.
Le site a été mis au jour en 1595 par l'archéologue Antonio Bosio, mais le premier à l'identifier fut Giovanni Battista de Rossi au XIXe siècle. Les campagnes de restauration menées au début du XXe siècle ont conduit à l'excavation complète du deuxième niveau.

## Description

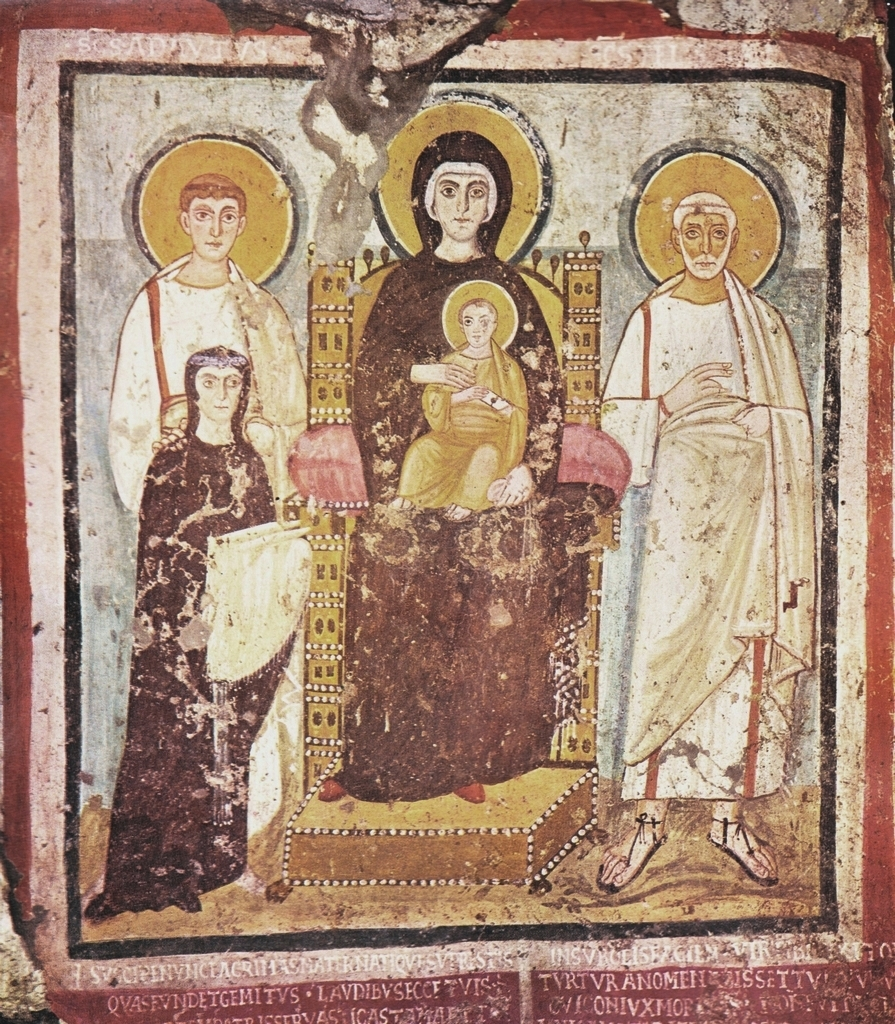
Fresque de la Vierge avec Félix, Adauctus et Turtura.

Les catacombes de Commodilla se distinguent par leurs enterrements « en puits », c'est-à-dire des fosses profondes où l'on dénombre jusqu'à 20 loculi creusés dans les murs. De plus, le site se caractérise à la fois par sa richesse iconographique et par sa pauvreté architecturale : les arcosolia, par exemple, sont rares, tout comme les chambres funéraires.
La petite basilique souterraine dédiée aux saints Félix et Adauctus a été installée par Damase Ier (366-384) et Sirice (384-399), mais elle a surtout été obtenue, pendant le pontificat de Jean Ier (523-526), à partir de l'ancienne carrière de pouzzolane, fermée et agrandie pour les besoins du culte. On a pu y découvrir la sépulture des deux saints dans deux loculi superposés, en dessous d'une fresque à leur effigie.
La basilique abrite la tombe dite « de Turtura » (milieu du VIe siècle), décorée d'une fresque représentant la Vierge Marie, avec l'Enfant Jésus sur ses genoux, siégeant sur un trône orné de pierreries et entourée des deux saints Félix et Adauctus et de Turtura. On y voit également la fresque de l'évangéliste Luc (seconde moitié du VIIe siècle) et la fresque de la Traditio clavium (remise des clés) à Pierre (VIe siècle), à côté de figures de saints portant chacune la mention de son nom : Adauctus, Merita, l'apôtre Paul, Félix et Étienne, « premier martyr ».
Dans une autre partie du complexe, se trouve le cubiculum de Leone, officier de l'annone (administration chargée de l'approvisionnement de Rome en grains), dont l'ornementation picturale constitue l'un des exemples majeurs de l'art paléochrétien à Rome. Cette crypte, datée de la seconde moitié du IVe siècle, a été découverte en 1953.

## L'inscription
Au fil des siècles, des fidèles ont gravé diverses inscriptions sur les murs, dont un graffiti dans la crypte dédiée aux saints Félix et Adauctus. Sa datation, incertaine, oscille entre le VIe siècle et le milieu du IXe siècle,. Il s'agit à ce jour du plus ancien écrit en italien vernaculaire.
Le texte, en scriptio continua, indique : « NON DICERE ILLE SECRITA A BBOCE », ce qui signifie « Ne prononce pas ces [mots] secrets à voix [à haute voix] »,.
Ce graffiti enjoignait au célébrant de ne pas dire à haute voix les prières de la messe, considérées comme secrètes, dans la tradition des mystères de la civilisation gréco-romaine, la liturgie imposant de ne les réciter qu'à voix basse, car ces paroles s'adressaient à Dieu et non à l'assemblée.
Sur le plan linguistique, l'impératif négatif non dicere dérive du latin classique noli dicere. Le démonstratif ille prend valeur de féminin pluriel tandis que secrita dérive du pluriel neutre classique secreta. A bboce vient du latin ad vocem, avec une chute de la consonne finale dans les deux mots, et sur le dernier un doublement phonotaxique et un bêtacisme, c'est-à-dire la transformation du v en b.